# Сосок
Грудно́й сосо́к (лат. papilla mammae) — внешняя часть молочной железы у млекопитающих в виде круглого, выдающегося вперёд выступа, из которого у самки ребёнок сосёт молоко.

## Анатомия
Сосок располагается немного ниже середины каждой молочной железы, примерно на уровне четвёртого межрёберного промежутка или пятого ребра. Как правило, у нерожавших женщин сосок имеет конусообразную форму, у рожавших — цилиндрическую. Он окружён ареолой (лат. areola mammae) диаметром 3-5 см. Пигментация кожи соска и ареолы отличается от остальной кожи — она заметно более тёмная. Во время беременности интенсивность пигментации усиливается. В околососковом кружке имеется некоторое количество небольших рудиментарных молочных желёз — железы Монтгомери (лат. glandulae Montgomerii) — образующих вокруг соска небольшие возвышения. Кожа соска покрыта мелкими морщинами. У верхушки соска находятся небольшие отверстия — млечные поры (лат. pori lactiferi), которые представляют собой окончания молочных протоков (лат. ducti lactiferi), идущих от верхушек молочных долей (лат. lobi mammae).

## Эрекция соска
При половом возбуждении, а также в фазе овуляции может наблюдаться повышение эректильности соска и его чувствительности. Эрекция соска обусловлена сокращением мышечных волокон, находящихся внутри него, и, в отличие от эрекции клитора, не связана с кровообращением.

## Функции
Физиологическое назначение сосков — доставлять грудному ребёнку молоко, вырабатываемое женскими молочными железами во время лактации. Высвобождение окситоцина при стимуляции сосков младенцем вызывает сокращение матки даже после родов.
Сильные сокращения матки, вызванные стимуляцией сосков матери, помогают матке сокращаться, чтобы зажать маточные артерии. Эти сокращения необходимы для предотвращения послеродового кровотечения.

### У самцов млекопитающих
Почти у всех млекопитающих есть соски. Почему у мужчин есть соски, стало предметом научных исследований. Различия между полами (так называемый половой диморфизм) внутри одного вида рассматриваются биологами-эволюционистами как результат прямого или косвенного полового отбора. Существует общее мнение, что сосок у самцов существует, так как его потеря не ведёт к какому-либо преимуществу.

## Культура
Культурная тенденция скрывать женские соски под одеждой усилилась в западной культуре в XIX веке.
Во многих культурах женские соски человека сексуализированы и могут восприниматься как объекты сексуального возбуждения и вожделения.

## Некоторые патологии сосков
- Ателия[англ.] — врождённое отсутствие сосков молочных желёз.
- Гипертелия — односторонняя или двусторонняя гипертрофия сосков молочных желёз.
- Полителия — наличие добавочных сосков располагаемых по сосковой линии.
- Плоские или втянутые соски[англ.], наличие которых может вызывать трудности при кормлении грудью.
- Трещины сосков.
- Галакторея.
- Аденома соска[англ.].
- Рак Педжета[англ.].